# الغناء الجريجوري

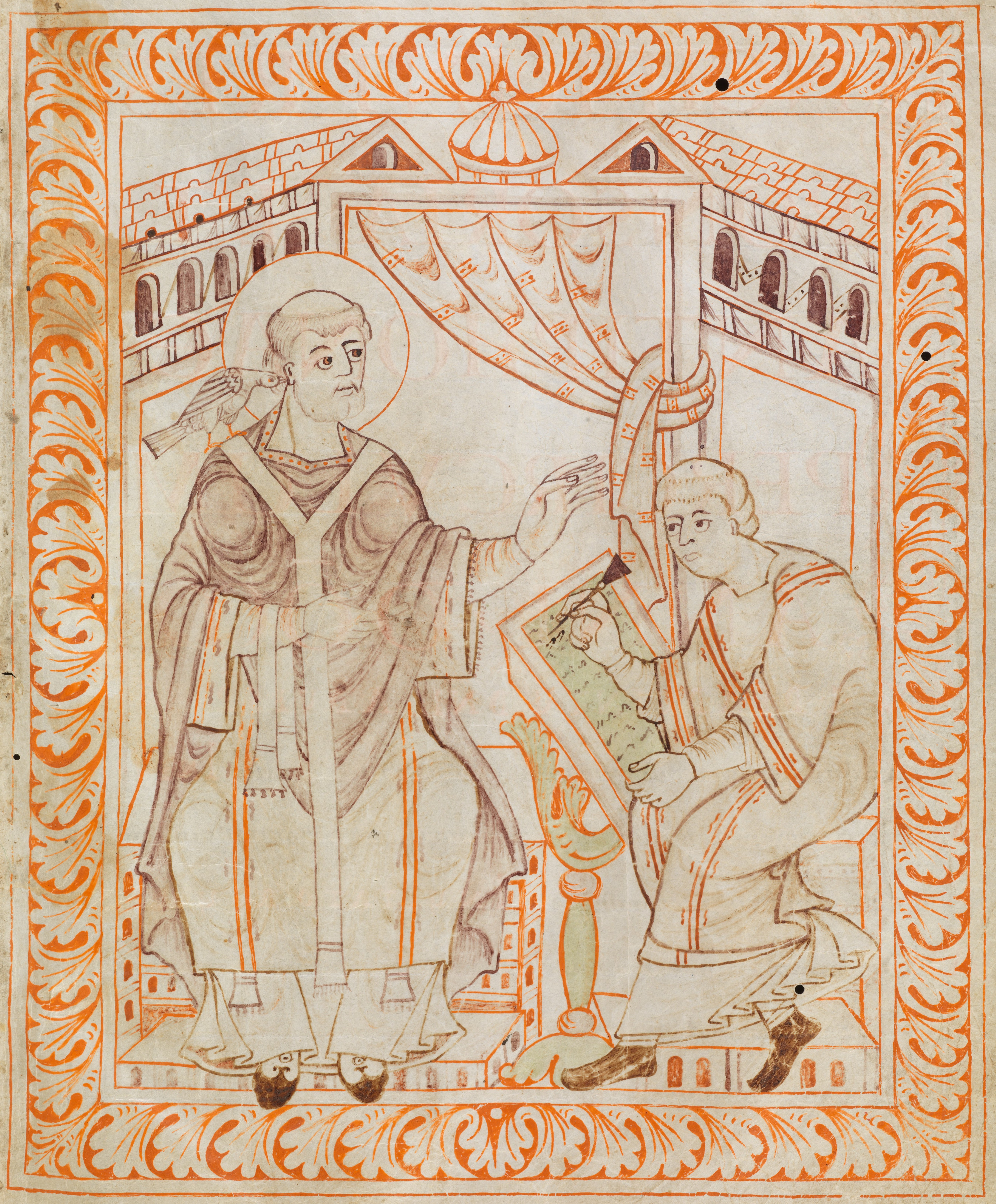
حمامة تمثل الروح القدس تجلس على كتف البابا جريجوري الأول ترمز للوحي الإلهي

الغناء أو الترنيم الجريجوري هو التقليد الأساسي في الغناء البسيط الغربي، وهو شكل من أشكال الأغاني المقدسة أحادية الصوت (منوفونية) غير المصحوبة بآلات موسيقية في اللغة اللاتينية (وأحيانًا اليونانية) للكنيسة الكاثوليكية الرومانية. تطور الغناء الجريجوري بشكل رئيسي في غرب ووسط أوروبا خلال القرنين التاسع والعاشر، مع إضافات وتنقيحات لاحقة. على الرغم من أن الأسطورة الشعبية تنسب اختراع الغناء الجريجوري إلى البابا جريجوري الأول، يعتقد العلماء أنه نشأ من تأليف لاحق لسلالة كارولنجيون للغناء الروماني الغاليكاني.
نُظم الغناء الجريجوري في البداية في أربع أوضاع موسيقية ثم ثماني أوضاع وأخيرًا 12 وضعًا. تشمل الميزات اللحنية النموذجية أمبيتوس مميزًا، وكذلك أنماطًا فاصلة مميزة نسبةً للنمط المرجعي النهائي والافتتاح والقفلة، واستخدام النغمات السردية على مسافة معينة من النهاية، التي تدور حولها النغمات اللحنية الأخرى، ومفردات الزخارف الموسيقية المنسوجة معًا من خلال عملية تسمى القنطنة لتأليف عائلات من الأغاني ذات الصلة. تُنظم أنماط المقياس على نمط خلفي مُكون من تآلفات رباعية اقترانية أو انفصالية، ما ينتج عنه نظام أكبر من الحدة يسمى التدرج الموسيقي اللوني. يمكن غناء الترانيم باستخدام أنماط من ست نغمات تسمى تآلفات سداسية. تُكتب الألحان الجريجورية بشكل تقليدي باستخدام نيومات، الذي هو شكل قديم من التدوين الموسيقي تطور منه المدرج الحديث المكون من أربعة وخمسة أسطر. كانت الإضافات متعددة الأصوات للغناء الجريجوري، المعروفة باسم أورجانوم، مرحلةً مبكرة في تطور البوليفونية.
كان الغناء الجريجوري يُغنى تقليديًا من قبل جوقات من الرجال والفتيان في الكنائس، أو من قبل الرهبان الرجال والنساء في المعابد. إنها موسيقى الطقوس الرومانية التي تؤدى في القداس الإلهي والمقرات الرهبانية. على الرغم من أن الغناء الجريجوري حلّ محل أو همش التقاليد الأصلية الأخرى في الغرب المسيحي ليصبح الموسيقى الرسمية للشعائر الدينية المسيحية، لا يزال الغناء الأمبروزي قيد الاستخدام في ميلان، وهناك علماء موسيقى يستكشفون كل من الغناء الموزاربي في إسبانيا المسيحية. على الرغم من أن الغناء الجريجوري لم يعد إلزاميًا، لا تزال الكنيسة الرومانية الكاثوليكية تعتبره رسميًا الموسيقى الأكثر ملاءمةً للعبادة. خلال القرن العشرين، خضع الغناء الجريجوري لتجدد موسيقي وشعبي.

## نظرة تاريخية

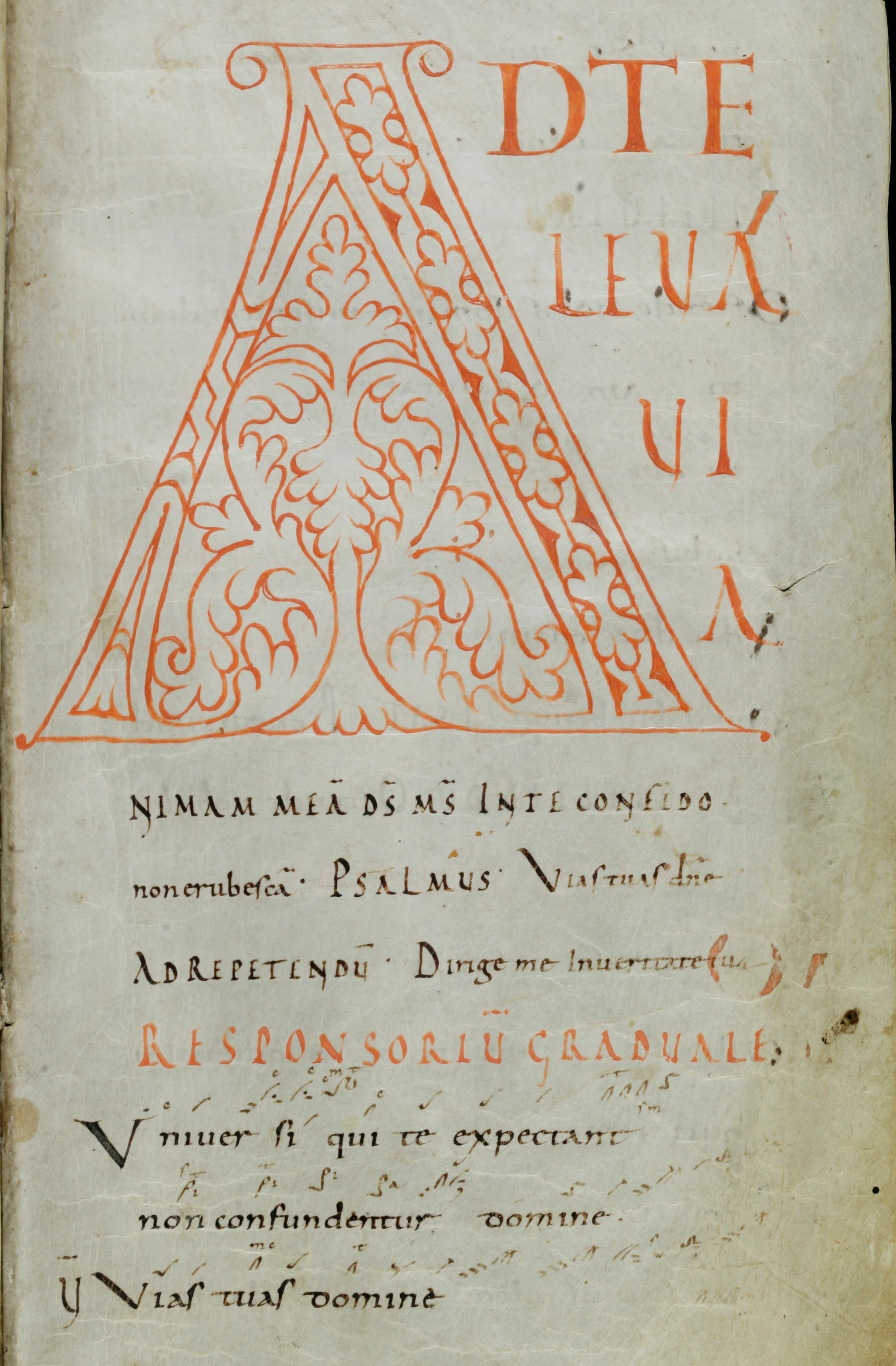
لقد قلصت لك

### تطور الغناء العادي المبكر
كان الغناء جزءًا من الليتورجيا المسيحية منذ الأيام الأولى للكنيسة. حتى منتصف تسعينات القرن العشرين، كان من المقبول على نطاق واسع أن سفر مزامير اليهودية القديمة أثر بشكل كبير وساهم في الطقوس والغناء المسيحي المبكر. لم يعد هذا الرأي مقبولًا بشكل عام من قبل العلماء، بسبب التحليلات التي تظهر أن معظم التراتيل المسيحية المبكرة لم تكن تستخدم سفر المزامير، ولم تُنشد في الكنيس لعدة قرون بعد تدمير الهيكل الثاني في عام 70 بعد الميلاد. مع ذلك، تضمنت الطقوس المسيحية المبكرة عناصر من العبادة اليهودية التي استمرت في تقاليد الغناء اللاحقة. تعود جذور الساعات الكنسية إلى ساعات الصلاة اليهودية. يعود لفظ «آمين» و«هللويا» إلى اللغة العبرية، ويُشتق لفظ «نشيد التقديس» الثلاثي من لفظ «كادوش» الثلاثي من صلاة كدوشة العبرية.
يذكر العهد الجديد ترانيم أثناء العشاء الأخير: «عندما غنوا التراتيل، خرجوا إلى جبل الزيتون» (متى 26.30). أكد شهود آخرون مثل البابا كليمنت الأول وترتليان وسانت أثناسيوس وإيغريا هذه الأمر، مع ذلك عن طريق أساليب شعرية أو غامضة تلقي القليل من الضوء على طريقة غناء الموسيقى خلال تلك الفترة. نجت «ترتيلة أوكسيرينخوس» اليونانية من القرن الثالث مع تدوينها الموسيقي، لكن العلاقة بين هذه الترتيلة وتقليد الغناء البسيط غير مؤكد.

## اللحن الجريجوري
ألحان الترتيل الجريجوري تعتمد على الأنماط الخاصة بالعصور الوسطى. كل من هذه السلالم التي تعتمد على “المفاتيح البيضاء” مكونة من خمس خطوات كاملة وخطوتين من نصف بعد، لكنها تحدث بترتيبات مختلفة. إنها نمط إيقاعي خاص يقدم لكل نمط، والموسيقى المعتمدة عليه سمتها المميزة.

## خصائص أخرى للغناء البسيط
الغناء الجريجوري يؤديه في المعتاد جماعة من الرجال والغلمان أو النساء في المؤسسات الدينية للإناث مثل الأديرة دون مصاحبة آلية. الأيقاع حر ومرن. نص الترتيل قد يعامل بشكل مقطعي، مع نغمة واحدة من الموسيقى تقابل كل مقطع في النص. في الغناء المقطعي، كل من الأربعة مقاطع من كلمة «هالولويا» مثلا لها نغمة واحدة من الموسيقى والإيقاع الذي يماثل النص المنطوق. يوجد نوع أكثر زخرفة من الترتيل يعرف باسم «الغناء المزخرف» حيث يلحن مقطع واحد من النص لعدة نغمات.
جماله يكمن في قوته وبساطته والجو الديني غير المحدد الذي يضفيه.

### هالولويا
أحد التراتيل الواضحة الجريجورية هي هالولويا من القداس وكلمة هالولويا تعني «مدح الرب». النسيج المنوفوني للترتيل يتنوع بالتراوح بين المغني الصولو والجوقة التي تغني معا. الترتيل يكون في شكل أ ب أ، ولحن هالولويا الافتتاحي يتكرر بعد القسم الأوسط يلحن على آيات من الإنجيل.